# Medalla de la Federació Gimnàstica Espanyola
La Medalla de la Federació Gimnàstica Espanyola, també esmentada simplement com Medalla de la Federació o 
Medalla de l'Ajuntament, fou una competició futbolística que se celebrà a Barcelona entre els mesos de febrer i juny de 1902. La primera edició utilitzà el sistema de lliga i la segona edició el d'eliminatòries.

## Primera edició
L'Ajuntament de Barcelona cedí a la delegació catalana de la Federació Gimnàstica Espanyola una medalla de plata per a ser disputada en el programa esportiu de tota mena que aquesta entitat organitzà per al dia 29 de setembre de 1901 en el Parc de la Ciutadella. No obstant, tot i que prop de 10.000 persones s'aplegaren a la Plaça d'Armes del parc per veure els matxs Barcelona-Hispània i Català-Espanyol, l'entrega de la medalla finalment no s'efectuà, reservant-la de cara a l'organització d'un proper torneig de futbol, els preparatius del qual correren a càrrec de Hans Gamper.
La competició, que fou oberta als segons equips de tots els clubs i a aquells primers que no haguessin participat en la Copa Macaya d'aquell any, la van començar a disputar 9 equips: Irish Foot-ball Club, Ibèria Sport Club, Foot-ball Club Internacional, Catalònia Foot-ball Club, i els segons bàndols de Foot-ball Club Barcelona, Hispània Athletic Club, Foot-ball Club Català, Club Espanyol de Foot-ball i Club Universitari de Foot-ball, segons els noms de l'època. Però només van acabar el concurs 7 equips degut als abandonaments de l'Hispània i l'Universitari, tots a la primera volta. L'Internacional no disposava de camp propi i va jugar els sis partits com a local en els terrenys del corresponent contrari.

### Classificació
| Pos | Equip            | PJ | PG | PE | PP | GF | GC | DG  | Pts | Classificació |
| --- | ---------------- | -- | -- | -- | -- | -- | -- | --- | --- | ------------- |
| 1   | FC Barcelona (C) | 12 | 12 | 0  | 0  | 65 | 7  | +58 | 24  | Campió        |
| 2   | Català FC        | 12 | 6  | 2  | 4  | 29 | 14 | +15 | 14  |               |
| 3   | Irish FC         | 12 | 6  | 2  | 4  | 31 | 28 | +3  | 14  |               |
| 4   | Club Espanyol    | 12 | 5  | 3  | 4  | 24 | 27 | −3  | 13  |               |
| 5   | Ibèria SC        | 12 | 4  | 3  | 5  | 15 | 18 | −3  | 11  |               |
| 6   | FC Internacional | 12 | 1  | 3  | 8  | 10 | 37 | −27 | 5   |               |
| 7   | Catalònia FC     | 12 | 0  | 3  | 9  | 3  | 46 | −43 | 3   |               |

### Resultats
| Jornada |                |               |   |               |    |   |   |
| ------- | -------------- | ------------- | - | ------------- | -- | - | - |
| 1       | 23 febrer 1902 | Irish         | - | Internacional | 4  | - | 1 |
| 1       | 8 maig 1902    | Barcelona     | - | Catalònia     | 10 | - | 0 |
| 2       | 2 març 1902    | Irish         | - | Barcelona     | 2  | - | 7 |
| 2       | 2 març 1902    | Espanyol      | - | Catalònia     | 5  | - | 1 |
| 3       | 9 març 1902    | Espanyol      | - | Català        | 2  | - | 1 |
| 3       | 9 març 1902    | Ibèria        | - | Internacional | 1  | - | 0 |
| 3       | 11 maig 1902   | Catalònia     | - | Irish         | 0  | - | 2 |
| 4       | 16 març 1902   | Barcelona     | - | Internacional | 12 | - | 0 |
| 4       | 16 març 1902   | Català        | - | Ibèria        | 2  | - | 2 |
| 4       | 16 març 1902   | Irish         | - | Espanyol      | 2  | - | 5 |
| 5       | 19 març 1902   | Espanyol      | - | Barcelona     | 0  | - | 2 |
| 5       | 19 març 1902   | Català        | - | Internacional | 2  | - | 0 |
| 5       | 19 març 1902   | Ibèria        | - | Catalònia     | 2  | - | 0 |
| 6       | 23 març 1902   | Barcelona     | - | Català        | 5  | - | 3 |
| 6       | 23 març 1902   | Ibèria        | - | Irish         | 0  | - | 1 |
| 6       | 23 març 1902   | Catalònia     | - | Internacional | 1  | - | 1 |
| 7       | 25 març 1902   | Català        | - | Catalònia     | 8  | - | 0 |
| 7       | 25 març 1902   | Espanyol      | - | Internacional | 4  | - | 2 |
| 7       | 25 març 1902   | Irish         | - | Ibèria        | 5  | - | 2 |
| 8       | 30 març 1902   | Irish         | - | Català        | 0  | - | 0 |
| 8       | 30 març 1902   | Catalònia     | - | Espanyol      | 0  | - | 0 |
| 8       | 13 abril 1902  | Barcelona     | - | Ibèria        | 4  | - | 0 |
| 9       | 31 març 1902   | Catalònia     | - | Barcelona     | 0  | - | 4 |
| 9       | 31 març 1902   | Internacional | - | Irish         | 2  | - | 2 |
| 9       | 11 maig 1902   | Català        | - | Espanyol      | 7  | - | 0 |
| 10      | 6 abril 1902   | Barcelona     | - | Irish         | 6  | - | 0 |
| 10      | 6 abril 1902   | Espanyol      | - | Ibèria        | 1  | - | 1 |
| 10      | 6 abril 1902   | Internacional | - | Catalònia     | 0  | - | 0 |
| 11      | 13 abril 1902  | Català        | - | Irish         | 2  | - | 1 |
| 11      | 13 abril 1902  | Internacional | - | Barcelona     | 0  | - | 3 |
| 11      | 13 abril 1902  | Catalònia     | - | Ibèria        | 0  | - | 3 |
| 12      | 20 abril 1902  | Barcelona     | - | Espanyol      | 7  | - | 0 |
| 12      | 20 abril 1902  | Irish         | - | Catalònia     | 9  | - | 1 |
| 12      | 18 maig 1902   | Ibèria        | - | Català        | 0  | - | 1 |
| 13      | 27 abril 1902  | Català        | - | Barcelona     | 1  | - | 3 |
| 13      | 27 abril 1902  | Espanyol      | - | Irish         | 2  | - | 3 |
| 13      | 27 abril 1902  | Internacional | - | Ibèria        | 2  | - | 3 |
| 14      | 4 maig 1902    | Internacional | - | Espanyol      | 1  | - | 5 |
| 14      | 4 maig 1902    | Ibèria        | - | Barcelona     | 1  | - | 2 |
| 14      | 4 maig 1902    | Catalònia     | - | Català        | 0  | - | 2 |
| 15      | 8 maig 1902    | Internacional | - | Català        | 1  | - | 0 |
| 15      | 8 maig 1902    | Ibèria        | - | Espanyol      | 0  | - | 0 |
|         |                |               |   |               |    |   |   |

|    |                  | FC Barcelona | FC Català | Irish FC | Club Espanyol | Ibèria SC | FC Internacional | Catalònia FC |
| 1. | FC Barcelona     |              | 5:3       | 6:0      | 7:0           | 4:0       | 12:0             | 10:0         |
| 2. | FC Català        | 1:3          |           | 2:1      | 7:0           | 2:2       | 2:0              | 8:0          |
| 3. | Irish FC         | 2:7          | 0:0       |          | 2:5           | 5:2       | 4:1              | 9:1          |
| 4. | Club Espanyol    | 0:2          | 2:1       | 2:3      |               | 1:1       | 4:2              | 5:1          |
| 5. | Ibèria SC        | 1:2          | 0:1       | 0:1      | 0:0           |           | 1:0              | 2:0          |
| 6. | FC Internacional | 0:3          | 1:0       | 2:2      | 1:5           | 2:3       |                  | 0:0          |
| 7. | Catalònia FC     | 0:4          | 0:2       | 0:2      | 0:0           | 0:3       | 1:1              |              |

### Golejadors
| Gols |                     |                  |
| ---- | ------------------- | ---------------- |
| 24   | Bernat Lassaletta   | FC Barcelona     |
| 19   | Lluís d'Ossó        | FC Barcelona     |
| 10   | Josep Biada         | FC Català        |
| 8    | Joaquim Mascaró     | Irish FC         |
| 7    | Sebastià Casanellas | Club Espanyol    |
| 6    | Francisco Gutiérrez | Irish FC         |
|      | Jaume Vilà          | Ibèria SC        |
|      | Carles Renter       | Irish FC         |
| 5    | G. Peña             | Club Espanyol    |
|      | Joaquim García      | Irish FC         |
|      | George Noble        | FC Barcelona     |
| 4    | J.A. Eckes          | FC Barcelona     |
|      | Emilio Sanz         | Irish FC         |
|      | Josep Llobet        | FC Barcelona     |
|      | Eusebi García       | FC Català        |
|      | Antoni Solé         | Club Espanyol    |
|      | Stanley Harris      | FC Barcelona     |
| 3    | Juli Ruiz           | Club Espanyol    |
|      | Alfons Albéniz      | FC Barcelona     |
|      | Víctor Carroggio    | Ibèria SC        |
|      | Francesc Bru        | FC Internacional |
| 2    | Josep Rosich        | FC Català        |
|      | D. Labarta          | FC Català        |
|      | Enric Barraquer     | FC Català        |
|      | Alfons Marquès      | FC Català        |
|      | Solanes             | Catalònia FC     |
|      | Ricard Negre        | Ibèria SC        |
|      | José María Garrido  | FC Internacional |
|      | A. Pérez            | FC Català        |
| 1    | Antoni Marquès      | FC Català        |
|      | Joaquim Escardó     | Irish FC         |
|      | Amador Saucedo      | FC Internacional |
|      | Maurice Zuland      | Ibèria SC        |
|      | Ignacio Aracil      | Club Espanyol    |
|      | P. Álvarez          | Club Espanyol    |
|      | L. Crous            | FC Català        |
|      | Josep Martí         | FC Català        |
|      | J. Cusí             | FC Català        |
|      | Manuel del Castillo | FC Internacional |
|      | J. Roca             | Catalònia FC     |
|      | Joan Janer          | FC Barcelona     |
|      | Josep Vidal         | FC Barcelona     |
|      | Jaume Irla          | Ibèria SC        |
|      | Vicenç Amat         | Irish FC         |
|      | García Llofriu      | Club Espanyol    |
|      | Josep Maria Soler   | Club Espanyol    |
|      | En pròpia porta     | Favorable a      |
| 1    | Club Espanyol       | FC Internacional |
|      | Irish FC            | Ibèria SC        |
|      | Irish FC            | FC Internacional |
|      | Ibèria SC           | Club Espanyol    |
|      | FC Internacional    | Ibèria SC        |
|      | Ibèria SC           | FC Internacional |
|      | Catalònia FC        | FC Català        |
|      |                     |                  |

## Segona edició
Fruit de l'èxit de la primera edició així com de la Copa Macaya, i en definitiva, de la consolidació del futbol a la ciutat, el comitè organitzador de la Medalla s'animà a improvisar un segon concurs com a final de temporada. Inicialment s'inscrigueren 6 equips: Foot-ball Club Barcelona, Club Espanyol de Foot-ball, Club Universitari de Foot-ball, Foot-ball Club Internacional, Catalònia Foot-ball Club i Catalunya Foot-ball Club. El Barcelona i l'Universitari se'n van desdir mentre que el Foot-ball Club Català s'hi apuntava a última hora. En haver-hi 5 equips s'hagué de sortejar una ronda prèvia; Catalunya i Espanyol s'enfrontarien entre ells, el guanyador avançaria a semifinals on l'esperava l'Internacional, i el perdedor entraria a la repesca per lluitar pel tercer lloc. Tots els partits es van jugar a la Plaça d'Armes del Parc de la Ciutadella, els dies 19 i 24 de juny, matí i tarda, davant de 3.000 espectadors.

### Resultats
| Ronda     |              |               |   |               |   |   |   |
| --------- | ------------ | ------------- | - | ------------- | - | - | - |
| Prèvia    | 19 juny 1902 | Catalunya     | - | Espanyol      | 0 | - | 5 |
| Semifinal | 19 juny 1902 | Català        | - | Catalònia     | 5 | - | 0 |
| Semifinal | 19 juny 1902 | Espanyol      | - | Internacional | 7 | - | 0 |
| Repesca   | 24 juny 1902 | Catalònia     | - | Catalunya     | 5 | - | 0 |
| 3r/4t     | 24 juny 1902 | Internacional | - | Catalònia     | 1 | - | 1 |
| Final     | 24 juny 1902 | Català        | - | Espanyol      | 1 | - | 2 |
|           |              |               |   |               |   |   |   |

Nota
- El matx pel tercer lloc va acabar igualat després de 10 minuts de pròrroga. No hi ha constància que es jugués un partit de desempat per atorgar la medalla de coure.

### Golejadors
| Gols |                     |               |
| ---- | ------------------- | ------------- |
| 5    | Sebastià Casanellas | Club Espanyol |
| 4    | Enric Montells      | Club Espanyol |
| 2    | Josep Biada         | FC Català     |
|      | Ricard Cabot        | Catalònia FC  |
|      | Eusebi García       | FC Català     |
|      | Mas II              | Catalònia FC  |
|      | Àngel Ponz          | Club Espanyol |
| 1    | Camilo Balat        | FC Català     |
|      | Miquel Bernat       | Club Espanyol |
|      | Joaquim Cusí        | FC Català     |
|      | Joan Suñé           | Catalònia FC  |
|      | R. Uriz             | Club Espanyol |
|      | En pròpia porta     | Favorable a   |
| 1    | FC Internacional    | Catalònia FC  |
|      |                     |               |

Notes
- No hi ha dades del gol marcat per l'Internacional al Catalònia.
- No hi ha dades d'un gol marcat per l'Espanyol al Català.